# Graveland
Graveland je poljski pagan metal-sastav kojeg je 1991. osnovao Robert "Darken" Fudali u Wrocławu. Smatran je jednim od najvažnijih sastava poljskog black metala.

## Povijest
Graveland je izvorno osnovan kao samostalni projekt Roberta "Roba Darkena" Fudalija. Prva četiri demoalbuma, Necromanteion, Promo Tape June '92, Drunemeton i Epilogue, snimio je Darken sam. Godine 1993. sastavu se pridružio bubnjar Maciej "Capricornus" Dąbrowski te su snimljeni demoalbumi In the Glare of Burning Churches koji je smatran jednim od prvih albuma poljskog black metala. Iste godine sastavu se pridružio Grzegorz "Karcharoth" Jurgielewicz iz skupine Infernum. Godine 1994. objavljen je šesti demoalbum The Celtic Winter kojeg je njemačka diskografska kuća No Colours Records objavila kao EP. 
Krajem 1994. objavljen je Carpathian Wolves, prvi studijski album ovog sastava. Sastav je potpisao ugovor s austrijskom diskografskom kućom Lethal Records koja je objavila drugi studijski album Thousand Swords. Album je snimljen tijekom zime u studiju Tuba u Wrocławu. Ovaj album smatran je jednim od najboljih albuma sastava te poljskog black metala. 
Treći album, Following the Voice of Blood, objavljen je 1997. Na četvrtom albumu, Immortal Pride, sastav je započeo eksperimenti s viking metalom. Album je sadržavao duge pjesme, korale i dodatne instrumente kao što su klavijature. 
Godine 2000. objavljen je album Creed of Iron, a godinu dana kasnije objavljen je u poljskog verziji pod imenom Prawo Stali. Ovo je bio posljednji album sastava na kojem se pojavio Capricornus koji je napustio sastav 1999.  
Graveland nije svirao uživo sve do 2016. U studenom 2015. objavljen je da će Graveland prvi put nastupati uživo u travnju 2016.
Trinaesti i trenutno posljednji album sastava, Hour of Ragnarok, objavljen je 2021.

## Glazbeni stil, tekstovi i ideologija
U početku je Graveland svirao black metal sličan sastavima Emperor i Bathory. Prvi demoalbumi i Carpathian Wolves su u stilu klasičnog black metala. No, s albumom Thousand Swords Graveland je započeo eksperimenti s pagan metalom i viking metalom. Tekstovi pjesmama ranih dana često govoreo o europskim mitologijama kao što su keltska i slavenska, iako posljednji albumi govore o nordijskog mitologiji i poganskim vjerovanjima.
Graveland je često smatran jednim od sastava žanra NSBM (Nacionalsocijalistički black metal). Rob Draken često je optuživan da je neonacist. Darken je izjavio da je kršćanstvo najveći neprijatelj bijelih Europljana. Sam Darken se izjašnjava kao poganin.

## Postava sastava
Treutna postava
- Robert "Rob Darken" Fudali – bas-gitara (1991. – 1993., 1995. – 2015.), programiranje bubnjeva (1991. – 1993., 1999. – 2015.), vokal, gitara, klavijature (1991. – danas)
- M. Ahrin – bubnjevi (2020. – danas)

Bivši članovi
- Grzegorz "Karcharoth" Jurgielewicz – bas-gitara (1993. – 1995.)
- Maciej "Capricornus" Dąbrowski – bubnjevi (1993. – 1999.)
- Piotr "Mścisław" Bajus – bas-gitara, gitara (2015. – 2018.)
- Mirosław "Miro" Rosiński – bubnjevi (2015. – 2016.)
- Zbigniew "Zbych" Ropicki – gitara (2015. – 2016.)
- Bor – gitara (2015. – 2018.)
- Krzysztof "Sigrunar" Saran – bubnjevi (2016. – 2019.)
- Draugir – gitara (2016. – ?)
- Skyth – bas-gitara (2020. – 2022.)

## Diskografija
Studijski albumi
- Carpathian Wolves (1994.)
- Thousand Swords (1995.)
- Following the Voice of Blood (1997.)
- Immortal Pride (1998.)
- Creed of Iron / Prawo Stali (2000./2001.)
- Memory and Destiny (2002.)
- The Fire of Awakening (2003.)
- Dawn of Iron Blades (2004.)
- Fire Chariot of Destruction (2005.)
- Will Stronger Than Death (2007.)
- Spears of Heaven (2009.)
- Pamięć i przeznaczenie (2012.) (ponovno snimljena verzija albuma Memory and Destiny)
- Memory and Destiny (2013.) (ponovno snimljena verzija albuma iz 2002.)
- Thunderbolts of the Gods (2013.)
- Ogień przebudzenia (2014.) (ponovno snimljena verzija The Fire of Awakening)
- 1050 Years of Pagan Cult (2016.)
- Dawn of Iron Blades (2018.) (ponovno snimljena verzija albuma iz 2004.)
- Hour of Ragnarok (2021.)

Demoalbumi
- Necromanteion (1992.)
- Promo Tape June '92 (1992.)
- Drunemeton (1992.)
- Epilogue (1993.)
- In the Glare of Burning Churches (1993.)
- The Celtic Winter (1994.)
- Following the Voice of Blood (1997.)